# Winter Gold
「Winter Gold」（ウィンター ゴールド）は、ステファニーの3枚目のシングル。

## 解説
タイトル曲「Winter Gold」と「Life」の新曲2曲、および1stシングル曲「君がいる限り」のアコースティックバージョンの全3曲収録。初回版特典として、2008年1月26日・27日に開催された初回版購入者対象招待制ライブの招待IDナンバー入りフライヤーが封入された。
タイトル曲は前2作のバラード路線から一転したアップテンポなウィンターソングである。

## 収録曲
1. Winter Gold
  - 作詞：STEPHANIE、作曲：ジョー・リノイエ、編曲：ジョー・リノイエ & 長岡成貢
2. Life
  - 作詞：STEPHANIE & 矢住夏菜、作曲・編曲：ジョー・リノイエ & 峰正典
3. 君がいる限り（アコースティックver.）
  - 作詞：STEPHANIE & mavie、作曲：ジョー・リノイエ、編曲：ジョー・リノイエ & 峰正典

## 収録アルバム
- 『ステファニー』（#1, #2）